# Tami Sakiyama
Tami Sakiyama (崎山多美, Sakiyama Tami), née le 3 novembre 1954 sur l’île d’Iriomote-jima dans la préfecture d’Okinawa, est une autrice japonaise.

## Biographie
Tami Sakiyama, de son vrai nom Kuniko Taira (Taira Kuniko 平良邦子), est née sur l’île d’Iriomote-jima, à l’extrême sud du Japon. Elle y a vécu jusqu’à sa deuxième année de collège avant de déménager sur Okinawa, l’île principale de la préfecture. Diplômée de la faculté de droit et de littérature de l’Université des Ryūkyū, elle vit aujourd’hui dans la ville d’Okinawa (anciennement Koza), une agglomération connue pour être entourée de bases militaires américaines.

## Thèmes centraux

### Insularité
Les écrits de Tami Sakiyama se déroulent le plus souvent sur des îles reculées où les habitants vivent comme un microcosme coupé du reste du monde. Ces îles, qui ne sont pas nommées (l’île O. dans « Suijō Ōkan ») ou qui portent des noms imaginaires (l’île Hotara dans « Yuratiku Yuritiku »), ne sont néanmoins pas sans rappeler, par leur nature sauvage et leur isolement, l’île d’Iriomote-jima où l’autrice a vécu une partie de son enfance.

### Langues ryūkyū
Tami Sakiyama utilise abondamment dans ses récits les langues ryūkyū, autrement dit les langues régionales d’Okinawa, qu’il s’agisse de celle parlée sur l’île principale (l'okinawaïen) ou celles employées dans les îles Sakishima (par exemple, le miyako). Il s’agit pour l’essentiel de langues en voie de disparition en raison de l’utilisation de plus en plus massive du japonais, y compris dans les territoires où étaient traditionnellement parlées les langues ryūkyū.
Cela confère à ses écrits un côté presque expérimental, puisque le lectorat japonais est confronté à des langues qu’il ne comprend que très partiellement, malgré leur statut officiel de « dialectes » dans l’archipel. Par exemple, le titre de la nouvelle « Psiguru kaji nu fukiba », qui apparaît dans le recueil Kuja Genshikō, emploie la syllabe « psi », trouvable en miyako mais qui n’existe ni à l’oral ni à l’écrit en japonais standard.
L’utilisation des langues ryūkyū est aussi l’occasion pour Tami Sakiyama d’engager une réflexion sur la façon dont la langue façonne l’identité. En effet, beaucoup de ses personnages insulaires, comme dans la novella « Suijō Ōkan », sont dans l’incapacité de s’exprimer, voire de comprendre la langue parlée par leurs proches plus âgés, ce qui leur procure un sentiment de déconnexion avec leurs liens d’origine.

## Distinctions
- 1979 : Mention honorable du Shin Okinawa Bungaku Shō (Nouveau Prix littéraire d’Okinawa) pour « Machi no Hi ni » (街の日に)
- 1988 : Kyūshū Geijutsusai Bungaku Shō (Prix littéraire du Festival artistique de Kyūshū) pour « Suijō Ōkan » (水上往還)
- 1989 : Nomination au 101e Prix Akutagawa pour « Suijō Ōkan » (水上往還)[4]
- 1990 : Nomination au 104e Prix Akutagawa pour « Shimagomoru » (シマ籠る)
- 2017 : Prix Tekken Heterotopia Bungaku Shō (Prix littéraire de l’hétérotopie du Chien de Métal) pour Unju ga, Nasaki (うんじゅが、ナサキ)[5]

### Œuvre en langue originale
- Kurikaeshigaeshi (くりかえしがえし), 1994
- Nantō Shōkei (南島小景), 1996
- Muiani Yuraiki (ムイアニ由来記), 1999
- Yuratiku Yuritiku (ゆらてぃくゆりてぃく), 2003
- Kotoba no umareru basho (コトバの生まれる場所), 2004 [essai]
- Tsuki ya, aran (月や、あらん), 2012
- Unju ga, Nasaki (うんじゅが、ナサキ), 2016
- Kuja Genshikō (クジャ幻視行), 2017

### Traductions
- « Round-trip over the Ocean » (VO : « Suijō Ōkan »), traduit du japonais par Takuma Sminkey. Living Spirit: Literature and Resurgence in Okinawa, dirigé par Frank Stewart et Katsunori Yamazato, p. 1-20. Honolulu : University of Hawaii Press, 2011.
- « Island Confinement » (VO : « Shimagomoru »), traduit du japonais par Takuma Sminkey. Islands of Protest: Japanese Literature from Okinawa, dirigé par Davinder L. Bhowmik et Steve Rabson, p. 139-196. Honolulu : University of Hawaii Press, 2016.
- « Swaying, Swinging » (VO : « Yuratiku Yuritiku »), traduit du japonais par Kyoko Selden et Alisa Freedman. Islands of Protest: Japanese Literature from Okinawa, dirigé par Davinder L. Bhowmik et Steve Rabson, p. 196-264. Honolulu : University of Hawaii Press, 2016.